# Patones
Patones ist eine aus zwei Ortsteilen (Patones de Arriba und Patones de Abajo) bestehende Gemeinde (municipio) mit 602 Einwohnern (Stand: 2024) in der Autonomen Gemeinschaft Madrid im Zentrum Spaniens. Seit dem Jahr 1999 ist das historische Stadtzentrum als Nationales Kulturgut (Bien de Interés Cultural) in der Kategorie Conjunto histórico-artístico anerkannt.

## Lage und Klima
Der Ort Patones liegt am Südabhang der Sierra de Guadarrama. Der Ort befindet sich im Quellgebiet eines kurzen Baches, der in den Río Jarama mündet und liegt etwa 68 km (Fahrtstrecke) nordöstlich der Stadt Madrid und nur 6 km nordöstlich des ebenfalls sehenswerten Nachbarstädtchens Torrelaguna, in einer Höhe von ca. 720 bis 835 m. Das Klima ist im Winter rau, im Sommer dagegen gemäßigt bis warm; Regen (ca. 435 mm/Jahr) fällt übers Jahr verteilt.

## Bevölkerungsentwicklung
| Jahr      | 1857  | 1900 | 1950 | 2000 | 2017 |
| Einwohner | 1.234 | 289  | 348  | 352  | 553  |

Der Bevölkerungsschub zu Beginn des 21. Jahrhunderts ist auf die Restaurierung des alten Ortszentrums und den Neubau von Wohnungen zurückzuführen.

## Wirtschaft und Infrastruktur
Die Gemeinde war jahrhundertelang landwirtschaftlich orientiert; die Menschen lebten als Selbstversorger. Seit den 1970er Jahren spielt der Tagestourismus eine immer größere Rolle.

## Geschichte
In einer ca. 5 km nordöstlich des Ortes gelegenen Höhle (Cueva del Reguerillo) wurden prähistorische Felsmalereien entdeckt. Aus keltiberischer Zeit stammen die Fundamente einer Festung der Carpetani. Römische oder spätantike Spuren wurden bislang nicht gefunden. Im 8. Jahrhundert wurde die Region von den arabisch-maurischen Heeren überrannt (al-Andalus). Im Jahr 1085 eroberte der leonesisch-kastilische König Alfons VI. das Gebiet für die Christen zurück (reconquista) und gliederte es dem Erzbistum Toledo an. Der Ort Patones wird erstmals im 16. Jahrhundert erwähnt und war bis ins 18. Jahrhundert hinein eng mit der nur ca. 5 km entfernten Stadt Uceda verbunden. Der neue Ort Patones de Abajo entstand erst im 20. Jahrhundert.

## Sehenswürdigkeiten

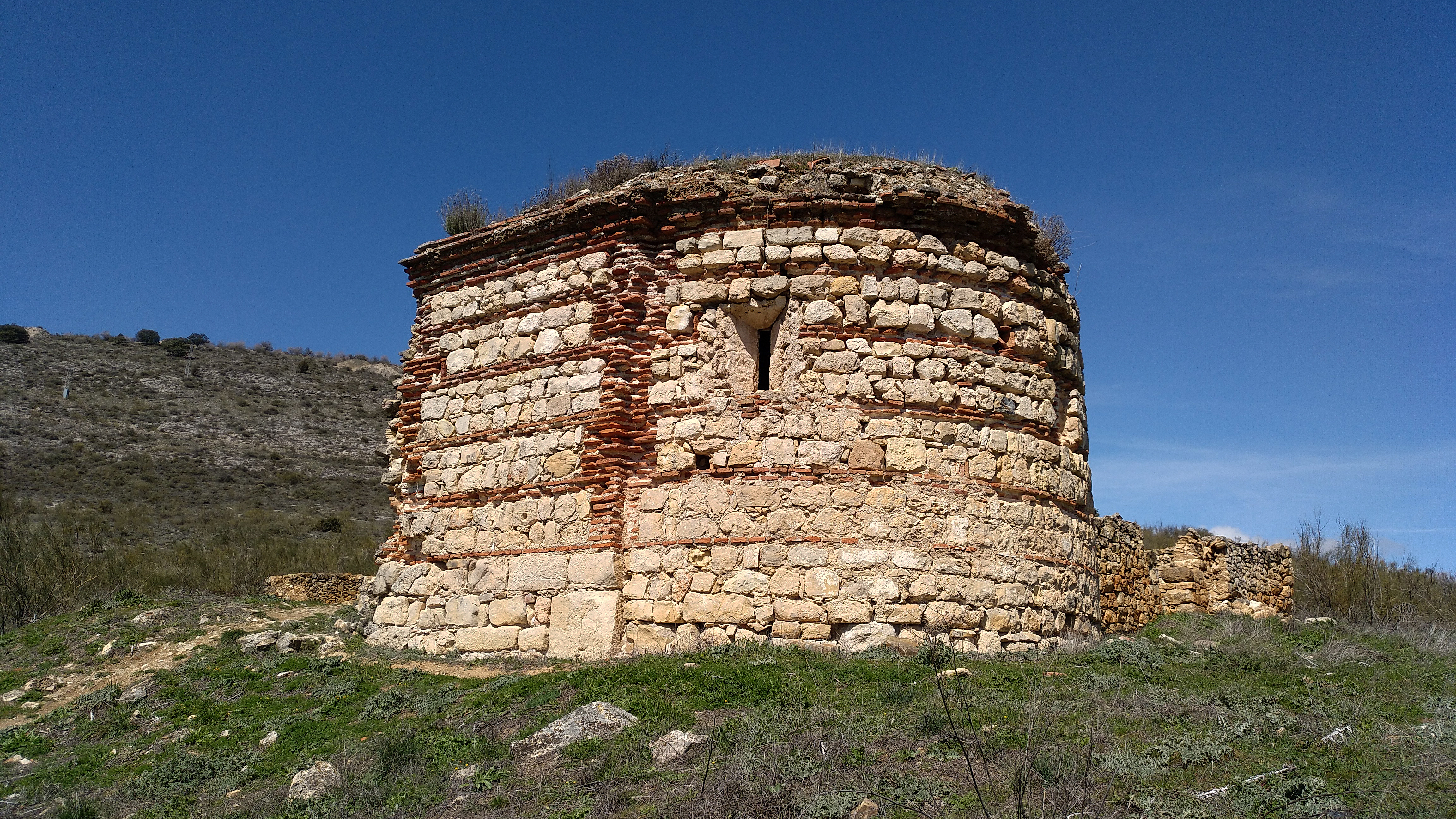
Ermita de la Virgen de la Oliva

- Der historische Ortskern von Patones de Arriba mit der im Jahr 1653 erbauten und ca. 100 Jahre später erneuerten Kirche San José entstand möglicherweise im 14. oder 15. Jahrhundert. Alle Häuser wurden damals aus kleinen, nahezu schwarzen Schiefersteinen (pizarras) ohne Mörtelverbund errichtet (arquitectura negra). Der Ort war um die Mitte des 20. Jahrhunderts von seinen Bewohnern nahezu verlassen und wurde erst in den letzten Jahrzehnten restauriert und wiederbelebt.

Umgebung
- Die etwa 4 km östlich des Ortes gelegene Ruine der Ermita de la Virgen de la Oliva trägt romanisch-mudéjare Züge und stammt wahrscheinlich aus dem 12./13. Jahrhundert.[7]
- Im 19. Jahrhundert wurde in der Umgebung des Ortes der Canal de Isabella II. erbaut; in diesem Zusammenhang entstanden auf dem Gemeindegebiet mehrere Wasserbauwerke, darunter der Pontón de la Oliva, der Canal de Cabarrús u. a.